# Hypognatha pereiroi
Hypognatha pereiroi Levi, 1996 è un ragno appartenente alla famiglia Araneidae.

## Etimologia
Il nome della specie deriva dal collezionista e rinvenitore degli esemplari F. S. Pereiro o F. S. Pereira

## Caratteristiche
L'olotipo femminile rinvenuto ha dimensioni: cefalotorace lungo 1,56mm, largo 1,27mm; opistosoma lungo 3,4mm, largo 4,1mm.

## Distribuzione
La specie è stata reperita nel Brasile centrale: nei pressi di Utiariti, nello stato del Mato Grosso.

## Tassonomia
Al 2014 non sono note sottospecie e dal 1996 non sono stati esaminati nuovi esemplari.